# Saalien
| Indeling van het Pleistoceen                                                                                             | Indeling van het Pleistoceen | Indeling van het Pleistoceen | Indeling van het Pleistoceen | Indeling van het Pleistoceen | Indeling van het Pleistoceen |
| Internationaal | Internationaal               | Internationaal               | Noordwest-Europa             | Noordwest-Europa             | Noordwest-Europa             |
| Serie | Subserie                     | Etage                        | Super-etage                  | Etage                        | Tijd (Ma)                    |
| --- | ---------------------------- | ---------------------------- | ---------------------------- | ---------------------------- | ---------------------------- |
| Holoceen | Vroeg                        | Greenlandien                 | Holoceen                     | Holoceen                     | jonger                       |
| Pleistoceen | Laat                         | (onbenoemd)                  | (onbenoemd)                  | Weichselien                  | 0,116 - 0,0117               |
| Pleistoceen | Laat                         | (onbenoemd)                  | (onbenoemd)                  | Eemien                       | 0,126 - 0,116                |
| Pleistoceen | Midden                       | Chibaien                     | (onbenoemd)                  | Saalien                      | 0,238 - 0,126                |
| Pleistoceen | Midden                       | Chibaien                     | (onbenoemd)                  | Oostermeer                   | 0,243 - 0,238                |
| Pleistoceen | Midden                       | Chibaien                     | (onbenoemd)                  | (onbenoemd)                  | 0,324 - 0,243                |
| Pleistoceen | Midden                       | Chibaien                     | (onbenoemd)                  | Belvédère                    | 0,338 - 0,324                |
| Pleistoceen | Midden                       | Chibaien                     | (onbenoemd)                  | (onbenoemd)                  | 0,386 - 0,338                |
| Pleistoceen | Midden                       | Chibaien                     | (onbenoemd)                  | Holsteinien                  | 0,418 - 0,386                |
| Pleistoceen | Midden                       | Chibaien                     | (onbenoemd)                  | Elsterien                    | 0,465 - 0,418                |
| Pleistoceen | Midden                       | Chibaien                     | Cromerien                    | diverse etages               | 0,850 - 0,465                |
| Pleistoceen | Vroeg                        | Calabrien                    | Cromerien                    | diverse etages               | 0,850 - 0,465                |
| Pleistoceen | Vroeg                        | Calabrien                    | Bavelien                     | diverse etages               | 1,07 - 0,85                  |
| Pleistoceen | Vroeg                        | Calabrien                    | Menapien                     | diverse etages               | 1,20 - 1,07                  |
| Pleistoceen | Vroeg                        | Calabrien                    | Waalien                      | diverse etages               | 1,45 - 1,20                  |
| Pleistoceen | Vroeg                        | Calabrien                    | Eburonien                    | diverse etages               | 1,80 - 1,45                  |
| Pleistoceen | Vroeg                        | Gelasien                     | Tiglien                      | diverse etages               | 2,40 - 1,80                  |
| Pleistoceen | Vroeg                        | Gelasien                     | Pretiglien                   | diverse etages               | 2,58 - 2,40                  |
| Plioceen |                              | Piacenzien                   | Reuverien                    |                              | ouder                        |
| Tabel 1 - Indeling van het Pleistoceen Blauwe vakken: Glaciaal of Stadiaal - Roze vakken: Interglaciaal of Interstadiaal |                              |                              |                              |                              |                              |

Het geologisch tijdvak Saalien (Vlaams: Saaliaan), ook wel Saaleglaciaal, is een etage van de serie Pleistoceen, die duurde van 238 tot 126 ka geleden. Het Saalien was de voorlaatste ijstijd (het voorlaatste glaciaal). Het werd voorafgegaan door een warmere periode, het Oostermeer Interglaciaal en gevolgd door het Eemien. Het Saalien is de laatste etage van het Midden Pleistoceen.
Het Saalien was de laatste periode waarin het Scandinavische landijs tot in Midden-Nederland kwam.

## Naamgeving
Het Saalien is genoemd naar de rivier de Saale, een zijrivier van de Elbe die door Duitsland stroomt. De naam Saalien wordt alleen in Noord-Europa gebruikt, in het gebied dat binnen het bereik van de Scandinavische gletsjers ligt. In Midden-Europa, in het gebied binnen het bereik van de Alpiene gletsjers, noemt men dit glaciaal rissglaciaal. Elders gebruikt men nog andere lokale namen: bijvoorbeeld op de Britse Eilanden Wolstonian, in Rusland Moskovian of Dnieper Glaciaal en in Noord-Amerika 'Illinois Glaciation' of Illinoian.
In Nederland is gedurende de jaren vijftig van de twintigste eeuw enige tijd de term Drenthien in gebruik geweest.
De reden voor al deze verschillende benamingen voor 'dezelfde' glacialen is gelegen in het feit dat de perioden vernoemd zijn naar hun afzettingen. Meestal zijn dat afzettingen die gerelateerd zijn aan de dichtstbijzijnde ijskap, zoals keilemen, eindmorenen, lössen, fluvioglaciale afzettingen, etc. De Scandinavische en de Alpiene ijskappen zijn nooit samengevloeid. Er ligt een gebied tussen dat in zekere mate door beide beïnvloed is, maar waar geen directe afzettingen van de gletsjers, zoals keilemen, zijn afgezet. Het betekent dat een keileem van de Scandinavische ijskap nooit de keileem van de Alpiene ijskap uit dezelfde periode 'ontmoet'.
Uit de keilemen zelf blijkt hun ouderdom niet. Dus zekerheid of het om keilemen uit dezelfde periode gaat, is niet uit de keilemen zelf af te leiden. Omdat in beide gebieden apart moet worden bepaald hoe oud de keilemen uit de verschillende glacialen zijn, is het verstandig om de afzettingenreeks uit beide gebieden een eigen reeks namen te geven. Daarna kan onderzocht worden welke glacigene afzettingen uit beide gebieden gelijktijdig zijn afgezet (correleren). In het geval van de afzettingen uit het Saalien (Scandinavische ijskap) blijken die te correleren met die uit het Riss (Alpiene ijskap). Ook als men van mening is dat duidelijk is welke afzettingen uit de reeks van beide gebieden met elkaar correleren, is het verstandig om de eigen set namen te blijven hanteren. Toekomstig onderzoek kan namelijk altijd uitwijzen dat een bepaalde correlatie niet klopt waardoor een glaciaal uit het ene gebied met een ander glaciaal uit het andere gebied blijkt overeen te komen dan tot dan toe gedacht. Dezelfde redenen vormen de grondslag om de glacialen uit Groot-Brittannië, Noord-Amerika, Rusland, enz., eigen namen te geven.

## Sporen van ijskappen in Nederland
Tijdens het jongste deel van het Saalien was het noordelijk deel van Nederland bedekt met de uitlopers van een ijskap vanuit Scandinavië. Het ijs liet afzettingen achter, zoals keileem, zwerfstenen en fluvioglaciale afzettingen. Daarnaast waren er allerlei landschapsvormen ontstaan, waarvan sommige nog opvallend in het landschap aanwezig zijn.
Enkele stuwwallen in Nederland:
- De Veluwe bestaat uit meerdere stuwwallen en is het grootste stuwwalcomplex van Nederland.
- Utrechtse Heuvelrug
- De Sallandse Heuvelrug in Overijssel, stuwwallen van Neede en Lochem.
- In Twente liggen verspreid diverse stuwwallen. De grote stuwwalcomplexen in Twente bestaan vooral uit Tertiaire afzettingen en keileem. Bij Oldenzaal ligt het hoogste punt van Overijssel, de Tankenberg (85 m boven NAP).
- Het Rijk van Nijmegen, dat het noordwestelijke deel van de Nederrijnse Heuvelrug omvat.
- Ook het Montferland, samen met de aangrenzende Duitse Eltenberg door de eroderende werking van de Rijn gescheiden van de heuvels van het Reichswald bij Kleef, maakt in feite deel uit van het Nederrijnse stuwwalcomplex.

Naast stuwwallen zijn er ook andere landschapsvormen die door het ijs zijn ontstaan:
- In de ondergrond van Drenthe bevindt zich een keileemplateau bestaande uit keileem dat is afgezet door het ijs. Een opvallende landvorm die is ontstaan als gevolg van een ijsstroom is de Hondsrug, samen met enkele parallel lopende ruggen zoals de Rolderrug en de Rug van Tynaarlo. Daarnaast zijn er opgedrukte keileembulten in Noord-Nederland: Het Gaasterland in Zuidwest-Friesland, de Havelterberg bij Steenwijk, de heuvels bij Onstwedde en Sellingen in Oost-Groningen en de heuvels op Texel, Wieringen en Urk.

- De Gelderse Vallei is een glaciaal bekken, dat nog steeds zichtbaar is als een lager gelegen gebied tussen de Utrechtse Heuvelrug en de Veluwe. Tijdens het Saalien nam een grote ijstong vanuit het noorden bezit van dit gebied. Hierbij stuwde het ijs zij- en voorwaarts sedimenten op, waarbij de stuwwallen van de Utrechtse Heuvelrug en de westflank van de Veluwe ontstonden. Toen het ijs zich terugtrok, ontstond een diepe vallei, die na het Saalien verder dichtslibde. Een ander glaciaal bekken is het IJsseldal, na het Saalien is dit bekken voornamelijk opgevuld met afzettingen van de Rijn. Ook onder Haarlem en Amsterdam bevinden zich glaciale bekkens.

- Langs de rand van de ijskap zijn op diverse plekken sandrs ontstaan, die bestaan uit fluvioglaciale afzettingen. Deze zijn vooral goed bewaard gebleven langs de westrand van de Utrechtse Heuvelrug en in het zuidelijk deel van de Veluwe bij Schaarsbergen.

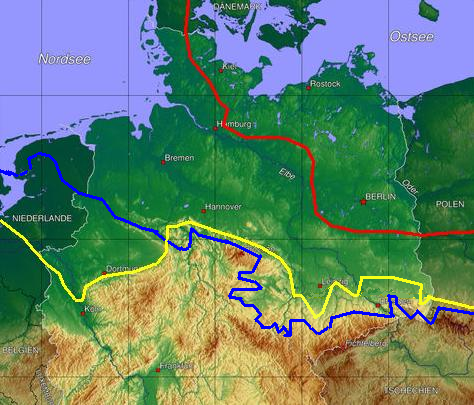
Maximale uitbreidingen van het Scandinavische landijs tijdens drie verschillende glacialen. Rode lijn: Weichselien; Gele lijn: Saalien; Blauwe lijn: Elsterien

## Koude laat-glaciale zee

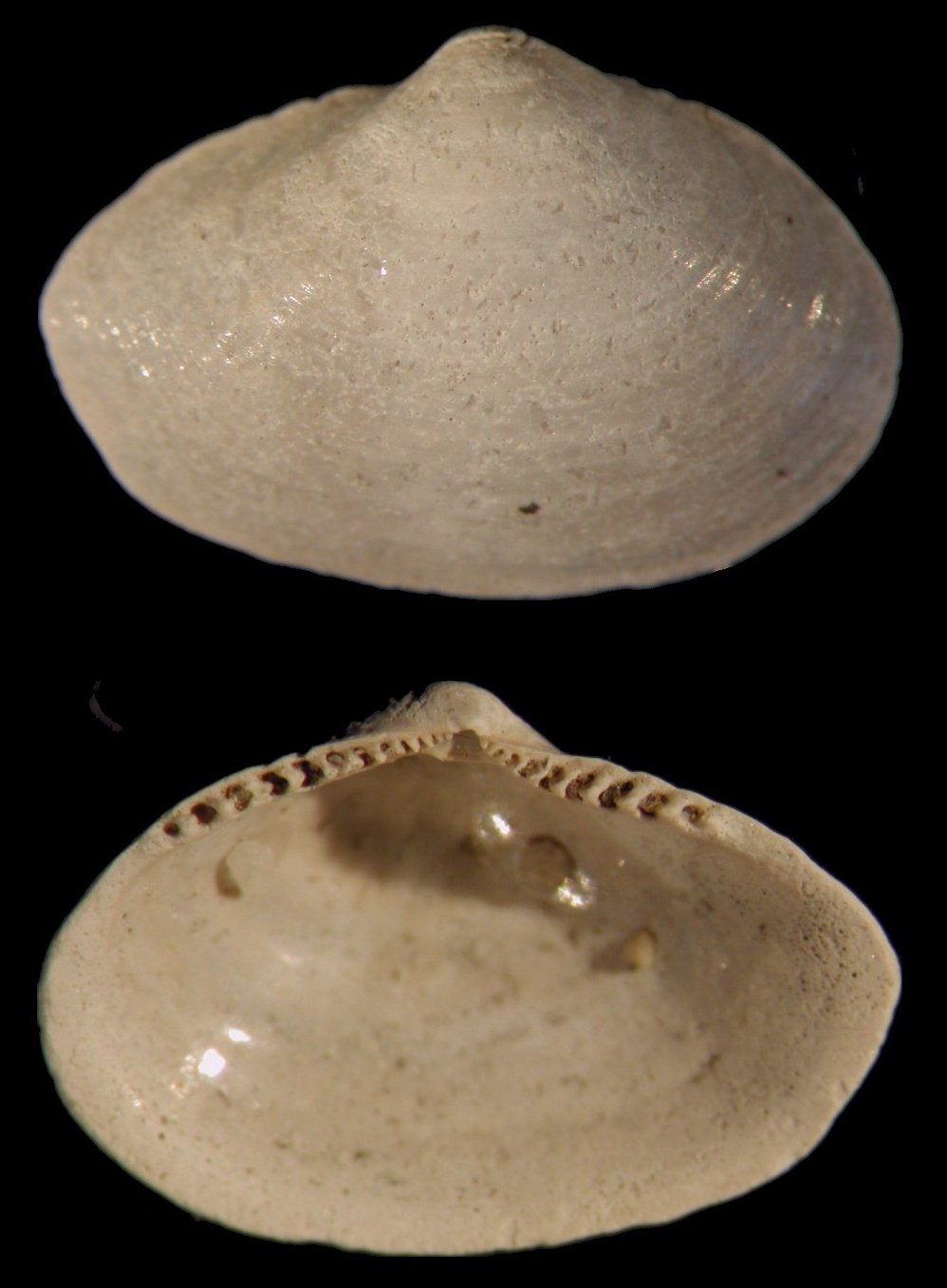
Portlandia arctica

Als gevolg van het gewicht van de ijskap werd de aardkorst naar beneden geduwd. Bij het afsmelten van het ijs aan het eind van het glaciaal viel het gewicht weg en begon de aardkorst weer omhoog te komen. Door het afsmelten steeg ook de zeespiegel. De rijzende zeespiegel haalde op plaatsen die bij de rand van de ijskap gelegen waren en daardoor het diepst naar beneden geduwd waren, de omhoogkomende bodem in waardoor deze gebieden door de zee overstroomd werden. Dat gebeurde terwijl het klimaat nog niet echt warm was en ook het zeewater door de grote toevoer van smeltwater van de nabijgelegen gletsjers erg koud was.
Dergelijke koude zeeën, waarin ook het zoutgehalte laag was, kwamen na verschillende glacialen (Elsterien, Saalien, en Weichselien) in het gebied van de huidige Oostzee en de Noordzee gedurende een relatief korte periode voor. Omdat de snelheid van de zeespiegelrijzing na verloop van tijd afnam maar de bodemrijzing nog doorging trok de zee zich plaatselijk ook weer terug. De periode daarna laat een afname zien van de bodemrijzing terwijl de stijging van de zeespiegel langzaam doorging. Op sommige plaatsen keerde de zee, maar nu met een 'warme' fauna weer terug. Op andere plaatsen die wel onder water bleven wordt de 'koude' fauna langzaam vervangen door een 'warme'. Weer andere plaatsen kenden alleen de koude fase en bleven daarna boven water. Welk van deze scenario's zich afspeelde was afhankelijk van waar de plaats zich ten opzichte van de ijskap bevond en hoe diep de bodem was neergeduwd. In deze koude zee leefde een arctische fauna die vooral door de molluskenfauna herkenbaar is. Naar de karakteristieke molluskenfauna werden deze kort bestaande koude zeeën Yoldiazee genoemd.